# Лима, Леандро
Жо́рже Леа́ндро Абре́у де Ли́ма (порт. George Leandro Abreu de Lima; род. 9 ноября 1985, Форталеза) — бразильский футболист, выступающий на позиции полузащитника.

## Биография
Играл за сборную Бразилии (до 20 лет) на чемпионате мира 2007 среди сборных до 20 лет.
Во время перехода в «Порту» у португальской лиги возникли подозрения о том, что предоставленные документы футболиста являются поддельными. Позднее это было подтверждено и в мае 2008 года Леандро Лима был оштрафован на 1 250 евро и дисквалифицирован на три месяца.
|               | Данные при переходе        | Истинные данные              |
| ------------- | -------------------------- | ---------------------------- |
| Имя           | Luis Leandro Abreu de Lima | George Leandro Abreu de Lima |
| Дата рождения | 19 декабря 1987            | 9 ноября 1985                |

В сезоне 2008/09 выступал за «Виторию» из Сетубала на правах аренды, после чего перешёл в «Крузейро». Однако в стане «лис» Леандро Лима не смог закрепиться, и в 2010 году вновь уехал в Португалию, где провёл сезон в составе «Униан Лейрии».
В 2011 году выступал за «Аваи», затем на три года уехал в Корею. После возвращения на родину играл за «Санта-Круз» и «Форталезу». С 2018 года являлся игроком «Жувентуде».

## Титулы и достижения
- Чемпион штата Пернамбуку (1): 2016
- Чемпион Португалии (1): 2007/08
- Обладатель Кубка Нордэсте (1): 2016
- Чемпион Южной Америки среди молодёжи (1): 2007